# 教政體制
教政體制，即教會體制，是指基督教在其教會或宗派內實行的組織原則和管理制度。各教會或宗派根據其對《新約》中記載有關教會組織的解釋、或其教會的性質和職能，而使用不同的運作制度，一般分爲4種：主教制（監督制）、連結主義（主教制的變體，由循道宗使用）、長老制及會眾制（公理制），少數宗派實行上述幾種的混合制度。

## 主教制
主教制（Episcopal polity）是基督宗教中最古老的制度，教會中最高的權威為主教（bishop，或譯為監督），該詞源自希臘文「episkopos」（επίσκοπος），即「epi」（由上往下）及「skopos」（觀察者），意為監督者（overseer），主管按地域劃分的教區內的大小事務。
傳統上羅馬天主教實行聖品制，共分七級，在梵蒂岡第二次大公會議後，聖品制中的小品事實上已經廢除，活躍的聖品只有司鐸（主教的聖品依然是司鐸）與執事，事實上目前天主教與聖公宗、北歐的信義宗，以及部分衞理宗等一些實行主教制的基督新教宗派一樣，實行分主教（監督、會督）、祭司（priest/elder，司鐸、長老、牧師、神父）和執事（deacon，助祭、會吏）三級的三級聖品制度。東正教會同樣實行主教制。
天主教內領受聖秩聖事者均需獨身、基督新教一般而言所有級別的神職人員均可結婚，而東正教與東儀天主教則是主教必須為獨身（由黑品神父擔任），白品神父（司鐸）可結婚。

## 長老制
長老制（Presbyterian polity，或稱代議制、議會制）由約翰·加尔文所提倡，是《新約聖經》提及的職銜，也是一個以議會形式管理地區教會的制度。長老制主張教會是由信徒群眾所組成，議會內的成員由各分堂選出長老（Elder），代表該堂出席會議。在堂會中設牧師（Minister/Pastor）、執事和長老等職位，共同處理教會事務。改革宗和長老宗都實行長老制，而有些實行長老制的教會所實行的長老制具體規章則有所不同。

## 公理制
公理制（Congregational polity，又稱會眾制）由很多英美清教徒所提倡，主張堂會有獨立主權，基督才是會眾元首。堂會的主任牧師（Senior Pastor）為教會內最高的決策者，由信徒民主選聘。教會一切內部事務由會眾決議，具體制度和禮儀也由會眾釐定。很多歷史比較新的教會也採用公理制，例如浸會、公理會、神召會、貴格會以及不少獨立教會。一些公理制的教會自願在地區上組成一個無領導和從屬之分的聯會，以聯繫該宗派的和分堂。公理制有一個缺點，就是常常做成教會之間的交往和合作愈來愈少，最後甚至會使一些教會脫離其宗派獨立，造成宗派主義以及教會分裂。